# 2020년 오가사와라 제도 서쪽 해역 지진
2020년 오가사와라 제도 서쪽 해역 지진(일본어: 2020年小笠原諸島西方沖地震)은 2020년 4월 18일 오후 5시 25분 36초 일본 오가사와라 제도 서쪽 해역에서 발생한 지진이다. 2015년 오가사와라 제도 서쪽 해역 지진의 여진으로 추정된다.

## 긴급지진속보
NHK에서는 일본 본토 외에서 발생한 지진이여서 그런지, 지진 발생 후 34분 뒤인 오후 6시에 뒤늦게 지진속보를 송출하였다.

## 각지의 진도
진도 3 이상을 관측한 지역은 다음과 같다.
| 진도 | 도도부현 | 시구정촌                |
| ---- | -------- | ----------------------- |
| 4    | 도쿄도   | 오가사와라촌            |
| 3    | 도쿄도   | 오가사와라촌 지치지마섬 |

## 같이 보기
- 2015년 오가사와라 제도 서쪽 해역 지진